# Садки (Московская область)
Садки́ — деревня в Истринском районе Московской области России.
Относится к городскому поселению Снегири, до муниципальной реформы 2006 года относилась к Ленинскому сельскому округу. Население — 6 чел. (2010).

## Население
| 1859 | 1890 | 1926 | 2002 | 2006 | 2010 |
| ---- | ---- | ---- | ---- | ---- | ---- |
| 26   | ↗72  | ↘20  | ↗67  | ↘12  | ↘6   |

## География

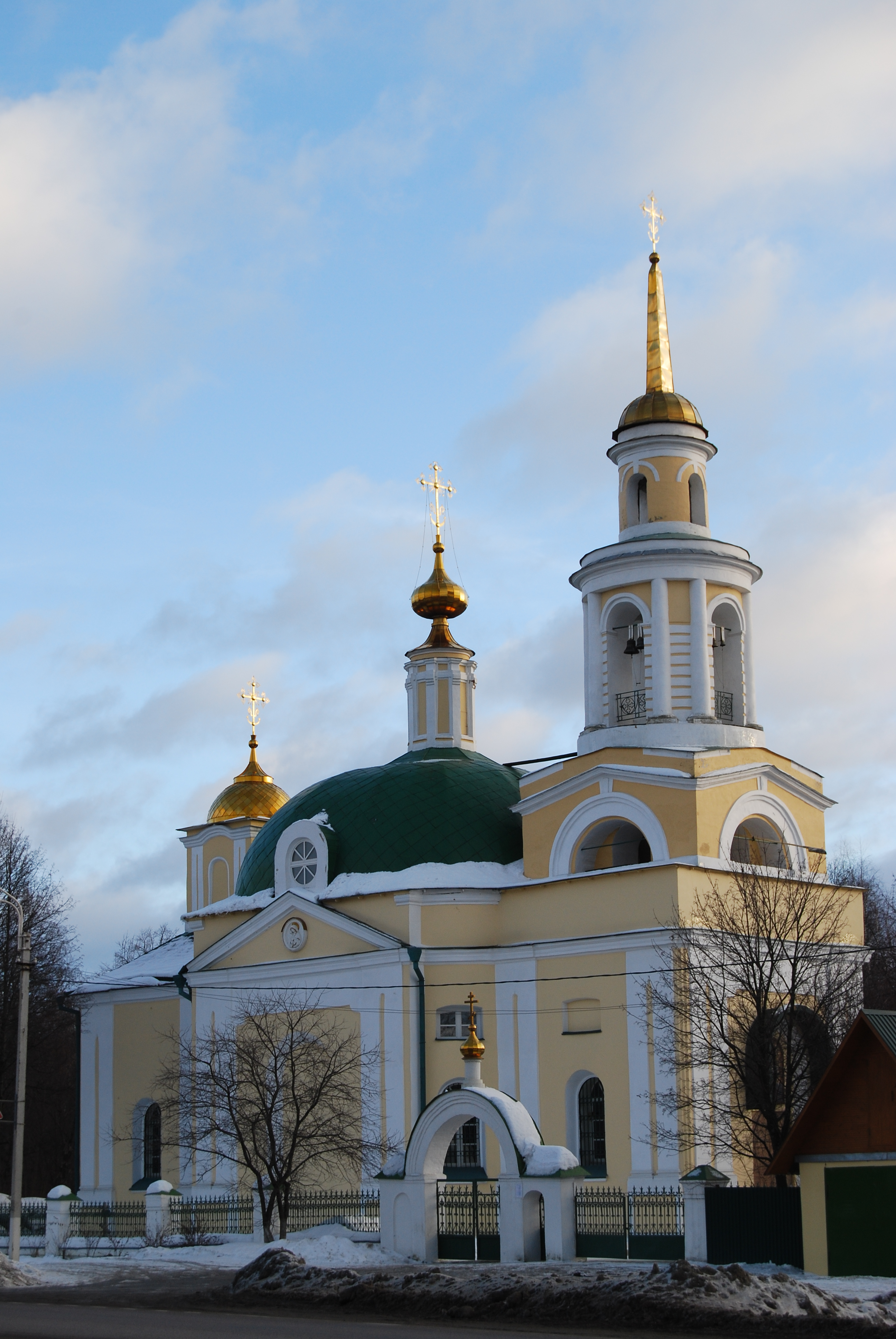
Церковь Рождества Иоанна Предтечи в Садках (вид со стороны Волоколамского шоссе)

Расположена на Волоколамском шоссе примерно в 15 км к юго-востоку от районного центра — города Истры и в 25 км от Московской кольцевой автодороги. Ближайшие населённые пункты — деревни Ленино и Талицы. Связана автобусным сообщением с Москвой, Истрой и Дедовском.

## Название
Название говорит о типе поселения. Слово садок имеет славянскую основу сад. Ту же основу имеют термины усадьба, посад. Все они связаны по смыслу и образованы от славянского садити — «селить, поселять, основывать селение». В писцовой книге за 1623 год упоминается «д. Ермолино, Садки тож» и связано с разговорной формой имени Ермолай — Ермола. В 1669 году указывается «сельцо Садки, что была д. Ермолино». В 1699 году в сельце была построена церковь Рождества Иоанна Предтечи и позднее оно уже упоминается «с. Ивановское, Садки тож», употребляемое и в начале XX века. После октябрьского переворота сохранилось самое древнее название — Садки.

## Исторические сведения
В «Списке населённых мест» 1862 года Ивановское (Садки) — владельческое село 2-го стана Звенигородского уезда Московской губернии по Московскому почтовому тракту (из г. Москвы в г. Волоколамск), в 18 верстах от уездного города, при речке Бешенке, с 1 двором, православной церковью и 26 жителями (10 мужчин, 16 женщин).
По данным на 1890 год входила в состав Павловской волости Звенигородского уезда, число душ составляло 72 человека.
В 1913 году — имение Попова и детский приют.
Постановлением президиума Моссовета от 14 января 1921 года Павловская волость была передана в новообразованный Воскресенский уезд.
По материалам Всесоюзной переписи населения 1926 года — погост Талицкого сельсовета Павловской волости Воскресенского уезда, проживало 20 жителей (9 мужчин, 11 женщин), насчитывалось 5 хозяйств.
С 1929 года — населённый пункт в составе Воскресенского района Московской области, впоследствии ставшего Истринским.

## Достопримечательности
Церковь Рождества Иоанна Предтечи, основанная в 1697 году. Построена в стиле барокко и является памятником архитектуры федерального значения.